# 에타 제임스
제임스에타 호킨스(Jamesetta Hawkins)는 미국의 가수이다. 예명은 에타 제임스(Etta James). 가스펠, 블루스, 재즈, R&B, 로큰롤, 솔에 이르는 다종다양한 장르를 노래하였다.
1954년부터 가수 생활을 시작하여 〈The Wallflower〉, 〈At Last〉, 〈Tell Mama〉, 〈Something's Got a Hold on Me〉, 〈I'd Rather Go Blind〉 등을 발표하며 유명해졌다. 그러나 이후 헤로인 중독, 신체적 학대, 투옥 등 여러 개인사적 문제를 직면하였다. 1980년대 컴백하여 앨범 《Seven Year Itch》를 발표하였다.
웅숭깊으면서 구수한 목소리로 하여 리듬 앤 블루스와 로큰롤의 격절을 잇는 가교가 되었다 평가된다. 6회 그래미상을 수상, 17회 블루스 음악상을 수상했다. 1993년 로큰롤 명예의 전당에, 1999년 그래미 명예의 전당에, 2001년 블루스 명예의 전당에 헌액되었다. 2003년 그래미 평생공로상을 받았다. 《롤링 스톤》지 선정 역대 가장 위대한 가수 100인 선록에서 22위를 차지하였다. 빌보드는 2015년 '역사상 가장 위대한 R&B 아티스트 35인'을 뽑으면서 제임스를 선정하며 말하기를 "대담하고 일절 타협이 없는 보컬로써 블루스, R&B/솔에서 로큰롤, 재즈, 가스펠에 이르기까지 남김없이 컬러풀하게 소화해내었다." 했다.
로큰롤 명예의 전당은 제임스를 "당대 최고의 목소리 가운데 하나"라면서 "영원한 블루스의 가장"이라고 표현했다.